# Ноєнбюрг
Ноєнбюрг (нім. Neuenbürg) — місто в Німеччині, знаходиться в землі Баден-Вюртемберг. Підпорядковується адміністративному округу Карлсруе. Входить до складу району Енц.
Площа — 28,17 км2. Населення становить 8308 ос. (станом на 31 грудня 2020).